# Ферфакс Стејшон (Вирџинија)
Ферфакс Стејшон (енгл. Fairfax Station) насељено је место без административног статуса у америчкој савезној држави Вирџинија.

## Демографија
По попису из 2010. године број становника је 12.030.
| Група             | 2000.    | 2010.         |
| Белци             | 0 (0,0%) | 8.883 (73,8%) |
| Афроамериканци    | 0 (0,0%) | 472 (3,9%)    |
| Азијати           | 0 (0,0%) | 1.462 (12,2%) |
| Хиспаноамериканци | 0 (0,0%) | 869 (7,2%)    |
| Укупно            | 0        | 12.030        |